# ジャスティス・シェフィールド
- ユストゥス・シェフィールド

ジャスティス・ケイン・シェフィールド（Justus Kane Sheffield（英語発音、/ˈʤʌstɪs ˈʃɛfild/）、1996年5月13日 - ）は、アメリカ合衆国・テネシー州コーフィ郡タラホーマ出身のプロ野球選手（投手）。左投左打。アメリカ独立リーグであるアトランティックリーグのガストニア・ゴーストペッパーズ所属。
1歳年上の兄に同じくメジャーリーガー（投手）のジョーダン・シェフィールドがいる。なお、元メジャーリーガーであるゲイリー・シェフィールドとの血縁については、本人が明確に否定している。

## 経歴

### プロ入り前
タラホーマ高等学校在学中の2013年に、台中市で開催された第26回AAA世界野球選手権大会にアメリカ合衆国代表として出場。優勝メンバーとなっている。また卒業後は、ヴァンダービルト大学への進学が内定していた。

### プロ入りとインディアンス傘下時代
2014年のMLBドラフト1巡目追補（全体31位）でクリーブランド・インディアンスから指名を受け、同年のMLBドラフトでは一番乗りとなる契約を結んだ。この年は、傘下のルーキー級アリゾナリーグ・インディアンスでプロデビューし、8試合（先発4試合）に登板して3勝1敗、防御率4.79、29奪三振を記録した。
2015年1月12日に強盗と国家最低飲酒年齢法違反の容疑で逮捕された。当初は窃盗罪で起訴されたが罪状は不法侵入罪に減刑され、また執行猶予判決を経て1年後に前科は抹消された。この年はA級レイクカウンティ・キャプテンズで26試合に先発登板し、9勝4敗、防御率3.31を記録した。
2016年はA+級リンチバーグ・ヒルキャッツで後述の移籍まで19試合に先発登板し、7勝5敗、防御率3.59を記録していた。

### ヤンキース時代
2016年7月31日にアンドリュー・ミラーとのトレードで、ベン・ヘラー、J.P.ファイアライゼン、クリント・フレイジャーと共にニューヨーク・ヤンキースへ移籍した。移籍後はA+級タンパ・ヤンキースに所属し、この年はトータルで10勝6敗、防御率3.09の成績を収めた。
2017年シーズン前には、AA級トレントン・サンダーに昇格し、17試合に先発登板して7勝6敗、防御率3.18という成績を挙げた。
2018年にMLB.comが発表したプロスペクトランキングでは48位（シーズン途中で27位に上昇）、ヤンキースの組織内では3位（シーズン途中で1位に上昇）にランクインした。シーズンでは開幕をAA級トレントン・サンダーで迎え、5月にはAAA級スクラントン・ウィルクスバリ・レイルライダースへ昇格した。7月にはオールスター・フューチャーズゲームのアメリカ合衆国選抜に選出された。9月18日にメジャー契約を結んでアクティブ・ロースター入りし、翌19日のボストン・レッドソックス戦でメジャーデビュー。

### マリナーズ時代
2018年11月19日にジェームズ・パクストンとのトレードで、エリック・スワンソン、ドム・トンプソン＝ウイリアムズと共にシアトル・マリナーズへ移籍した。
2019年はメジャー定着が期待されたが、8試合（先発7試合）に登板して0勝1敗、防御率5.50、37奪三振という結果に終わり、27位だったブロスペクトランキングは87位にまで下降した。
2020年は新型コロナウイルスの感染拡大の影響で60試合の短縮開催となったが、先発ローテーション入りを果たしてうち10試合に先発登板。4勝3敗、防御率3.58、48奪三振を記録した。
2021年は7月に左前腕の肉離れで故障者リスト入りするまで15試合に先発登板し、5勝8敗の成績を挙げた。 9月に復帰後はリリーフとして6試合に登板し2勝を挙げた。
2022年はAAA級タコマ・レイニアーズでは24試合に先発登板して6勝を挙げたものの、メジャーでの登板はわずか6試合（うち先発1試合）にとどまった。
2023年1月19日にトミー・ラステラのロースター枠確保のためDFAとなった。ウェイバー公示を経て1月26日にマイナー契約を結び直してAAA級タコマへ配属となったが、10試合に登板して防御率14.04と全く振るわず、4月27日に自由契約となった。

### ブレーブス傘下時代
2023年5月12日にアトランタ・ブレーブスとマイナー契約を結んだ。AAA級グウィネット・ストライパーズで13試合（うち先発11試合）に登板し、2勝5敗、防御率6.63を記録した。シーズン終了後にFAとなった。

### レッズ傘下時代
2024年6月7日にシンシナティ・レッズとマイナー契約を結んだ。AAA級ルイビル・バッツで17試合（うち先発8試合）に登板したが、1勝7敗、防御率6.75という成績に終わり、オフの11月4日にFAとなった。

### 独立リーグ時代
2025年4月18日にアトランティックリーグのガストニア・ゴーストペッパーズと契約を結んだ。

## 詳細情報

### 年度別投手成績
| 年 度    | 球 団    | 登 板 | 先 発 | 完 投 | 完 封 | 無 四 球 | 勝 利 | 敗 戦 | セ 丨 ブ | ホ 丨 ル ド | 勝 率 | 打 者 | 投 球 回 | 被 安 打 | 被 本 塁 打 | 与 四 球 | 敬 遠 | 与 死 球 | 奪 三 振 | 暴 投 | ボ 丨 ク | 失 点 | 自 責 点 | 防 御 率 | W H I P |
| -------- | -------- | ----- | ----- | ----- | ----- | -------- | ----- | ----- | -------- | ----------- | ----- | ----- | -------- | -------- | ----------- | -------- | ----- | -------- | -------- | ----- | -------- | ----- | -------- | -------- | ------- |
| 2018     | NYY      | 3     | 0     | 0     | 0     | 0        | 0     | 0     | 0        | 0           | ----  | 14    | 2.2      | 4        | 1           | 3        | 0     | 0        | 0        | 1     | 0        | 3     | 3        | 10.13    | 2.63    |
| 2019     | SEA      | 8     | 7     | 0     | 0     | 0        | 0     | 1     | 0        | 0           | .000  | 168   | 36.0     | 44       | 5           | 18       | 0     | 3        | 37       | 3     | 0        | 22    | 22       | 5.50     | 1.72    |
| 2020     | SEA      | 10    | 10    | 0     | 0     | 0        | 4     | 3     | 0        | 0           | .571  | 232   | 55.1     | 52       | 2           | 20       | 0     | 3        | 48       | 1     | 0        | 23    | 22       | 3.58     | 1.30    |
| 2021     | SEA      | 21    | 15    | 0     | 0     | 0        | 7     | 8     | 0        | 0           | .467  | 385   | 80.1     | 105      | 14          | 43       | 1     | 5        | 63       | 5     | 0        | 69    | 61       | 6.83     | 1.84    |
| MLB：4年 | MLB：4年 | 42    | 32    | 0     | 0     | 0        | 11    | 12    | 0        | 0           | .478  | 799   | 174.1    | 205      | 22          | 84       | 1     | 11       | 148      | 10    | 0        | 117   | 108      | 5.58     | 1.66    |

- 2021年度シーズン終了時

### 年度別守備成績
| 年 度 | 球 団 | 投手（P） | 投手（P） | 投手（P） | 投手（P） | 投手（P） | 投手（P） |
| 年 度 | 球 団 | 試 合     | 刺 殺     | 補 殺     | 失 策     | 併 殺     | 守 備 率  |
| ----- | ----- | --------- | --------- | --------- | --------- | --------- | --------- |
| 2018  | NYY   | 3         | 1         | 1         | 1         | 0         | .667      |
| 2019  | SEA   | 8         | 1         | 6         | 1         | 1         | .875      |
| 2020  | SEA   | 10        | 4         | 7         | 0         | 1         | 1.000     |
| MLB   | MLB   | 21        | 6         | 14        | 2         | 2         | .909      |

- 2020年度シーズン終了時

### 記録
MiLB
- オールスター・フューチャーズゲーム選出：1回（2018年）

### 背番号
- 61（2018年）
- 33（2019年 - 2022年）